# Isocanace marksae
Isocanace marksae är en tvåvingeart som först beskrevs av Wirth 1964.  Isocanace marksae ingår i släktet Isocanace och familjen Canacidae. Inga underarter finns listade i Catalogue of Life.